# Probleem (wiskunde)
Een probleem in de wiskunde is een gesteld vraagstuk.
De Duitse wiskundige David Hilbert noemde in 1900 in een lezing op het Internationale Wiskundecongres 23 problemen, die op dat moment nog open stonden. Die problemen zijn bekend als de 23 problemen van Hilbert. Meer voorbeelden zijn:
- probleem van Burnside
- probleem van Cauchy
- probleem over de cirkels van Malfatti
- probleem van Plateau
- probleem van Waring